# Padishá

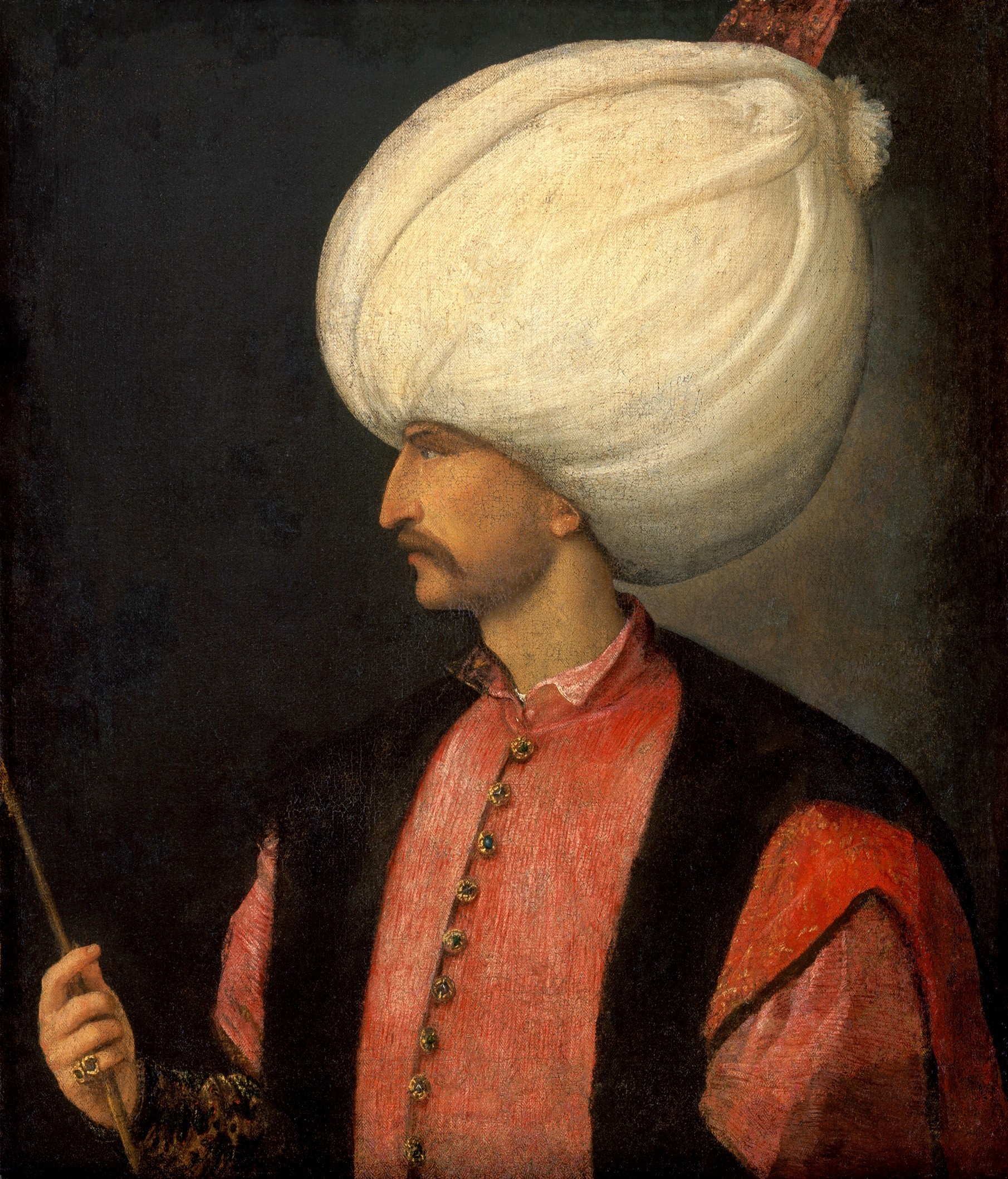
Solimán el Magnífico, padishah del Imperio otomano. Retrato atribuido a Tiziano cerca de 1530.

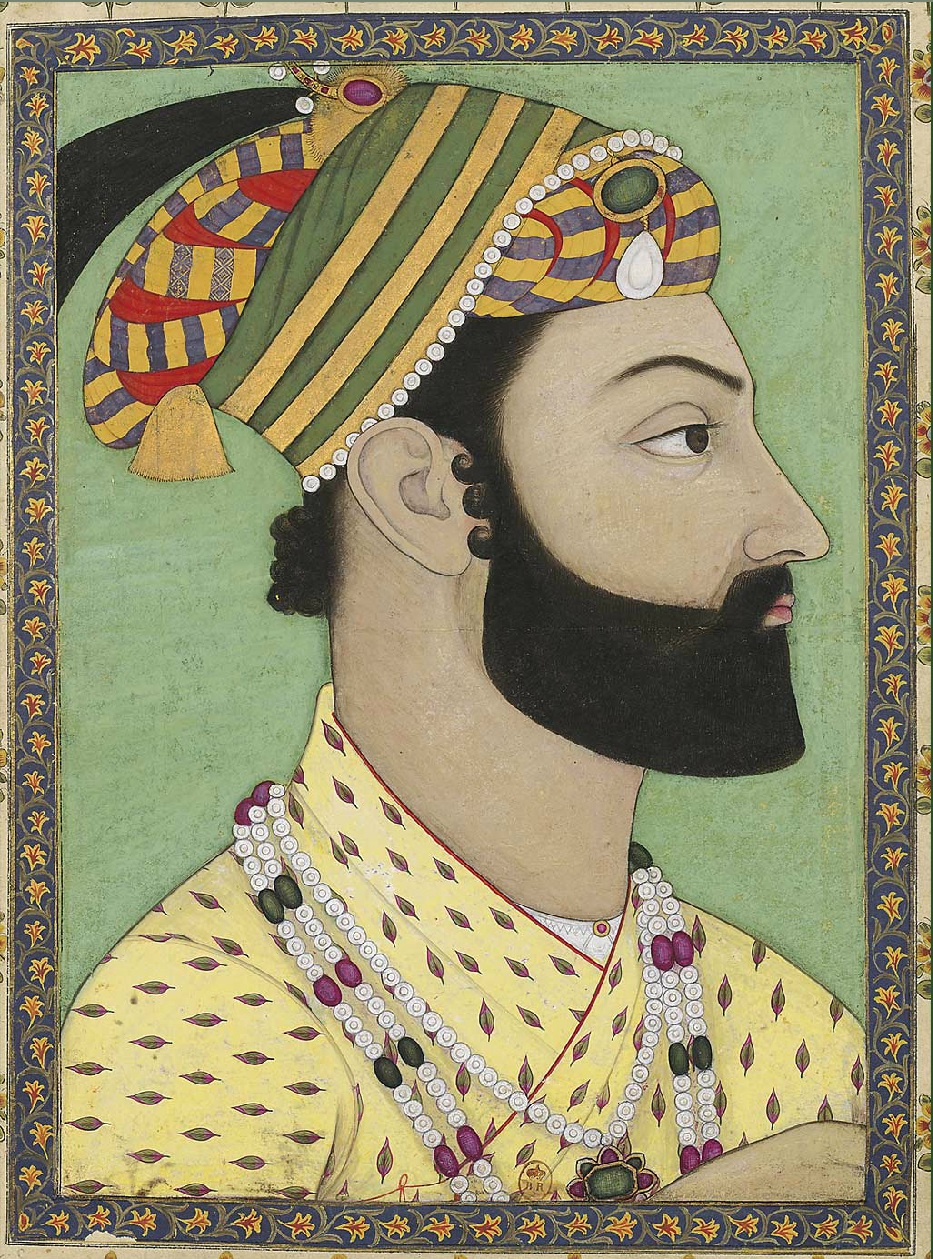
Ahmad Shah Durrani, padishah (o badshah) y fundador del Imperio durrani. El diamante negro Koh-i-Noor es visible en su tiara.

Padishá, padishah o badshah (en persa: پادشاه‎, pâdişâh; en turco: padişah) es una denominación real a modo de título de origen persa, compuesto del persa pād «maestro» (o pati del persa antiguo) y de shāh «rey». Fue adoptado por varios monarcas reclamando el rango más alto, equivalente a la antigua noción persa de «gran rey».